# Dumitru Păun
Dumitru Păun este un fost senator român în legislatura 1996-2000 ales în județul Călărași pe listele partidului PUNR.
Dumitru Păun a demisionat pe data de 3 decembrie 1996 și a fost înlocuit de senatorul Justin Tambozi. Senatorul Dumitru Păun este preot ortodox și a emigrat în Canada.